# Italienische Kriegsgräberstätte Hamburg-Öjendorf
| Friedhof                                         | Friedhof          |
| ------------------------------------------------ | ----------------- |
| Italienische Kriegsgräberstätte Hamburg-Öjendorf |                   |
| Land:                                            | Deutschland       |
| Region:                                          | Hamburg           |
| Ort:                                             | Friedhof Öjendorf |
| Einweihung:                                      | Oktober 1959      |

Die Italienische Kriegsgräberstätte Hamburg-Öjendorf (italienisch Cimitero militare italiano d’onore di Amburgo – Öjendorf) befindet sich auf dem großen städtischen Friedhof Öjendorf in Hamburg. Hier ruhen die sterblichen Überreste von 5.839 italienischen Staatsangehörigen (Kriegsgefangene, Zivilinternierte, Opfer des KZ Neuengamme und seiner Außenlager und Zwangsarbeiter). Der Öjendorfer Friedhof liegt am südöstlichen Stadtrand von Hamburg.

## Lage
Von der Einfahrt Mattkamp an der südlichen Seite des Friedhofs führt der Hauptweg, die Nord-Süd-Straße, direkt durch den zivilen Teil des Friedhofs bis zum nördlichen Ende. Dort befindet sich die italienische Kriegsgräberstätte im Friedhofsbereich 204. Für die Pflege der Gräber ist das italienische Generalkonsulat in Hannover zuständig.

## Anlage

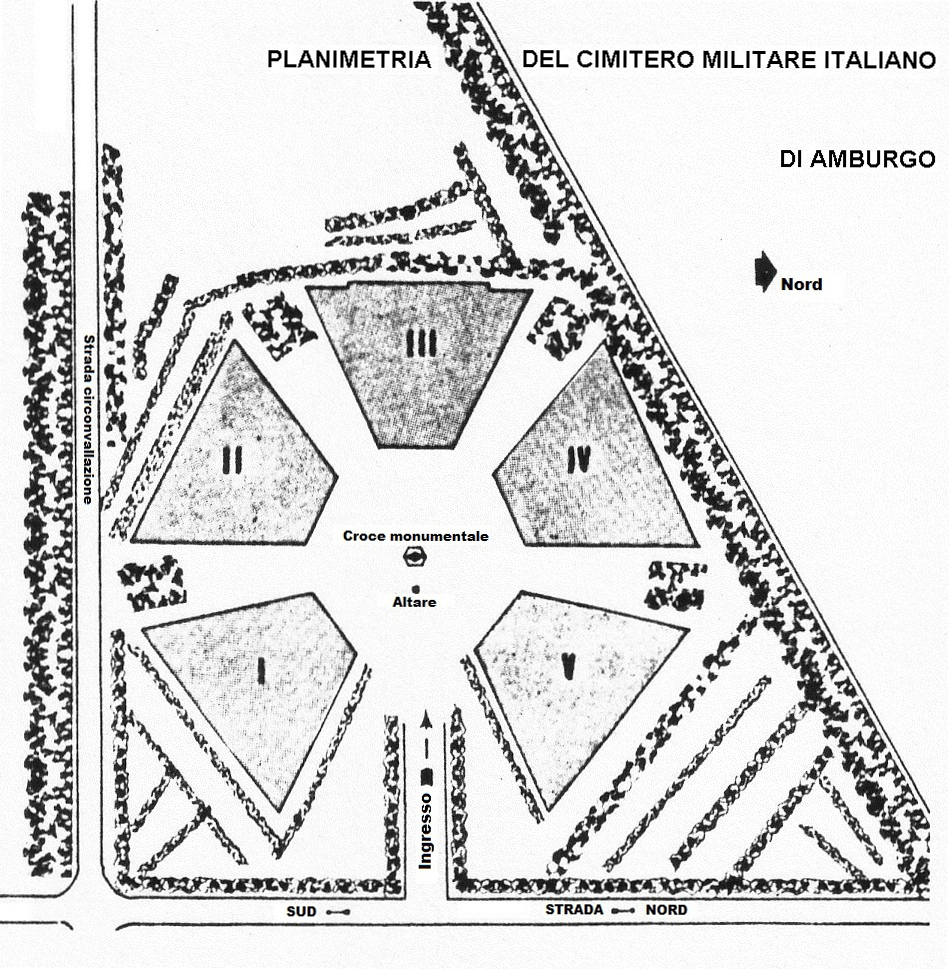
Plan der Italienischen Kriegsgräberstätte

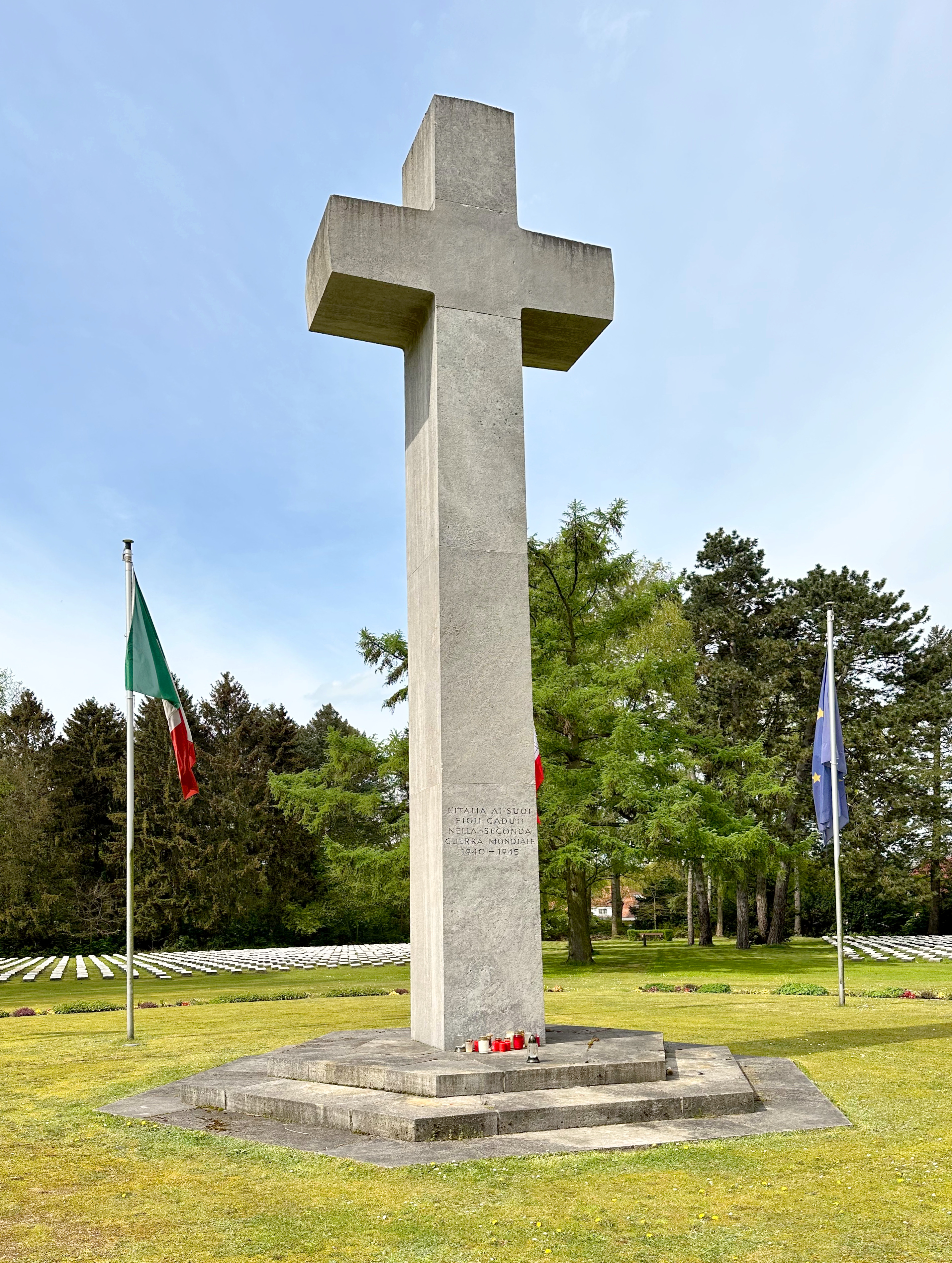
Hochkreuz inmitten der umringenden Gräberfelder

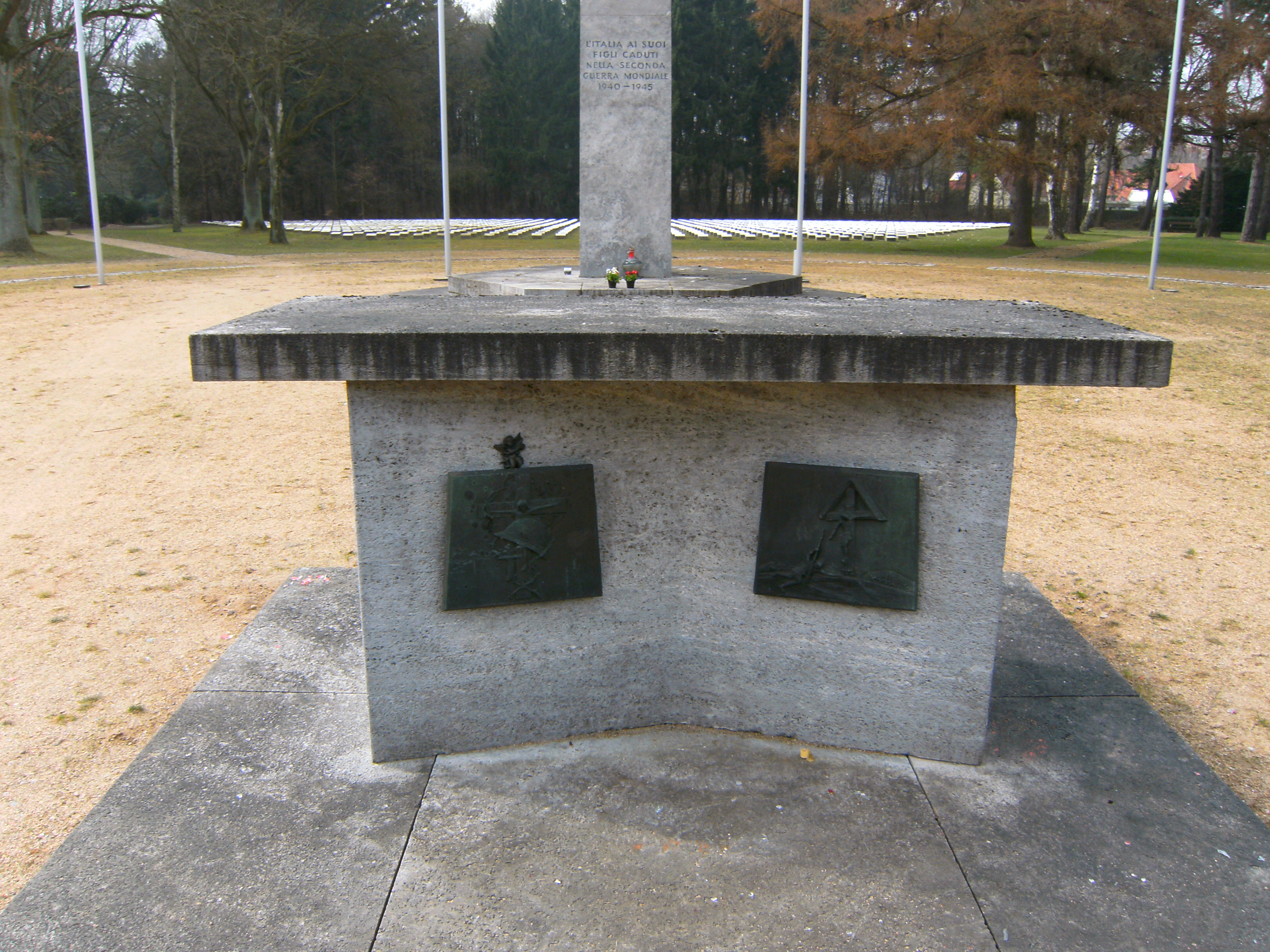
Altar mit Bronzereliefs vor dem Hochkreuz

Der Bau der Kriegsgräberstätte wird durch das Kommissariat für die italienischen Kriegsgefallenen (in Italienisch: Commissariato Generale Onoranze Caduti in Guerra) betreut. Der Bau begann im Jahr 1957 und wurde im Oktober 1959 abgeschlossen. Die Nutzung ist im deutsch-italienischen Kriegsgräberabkommen vom 22. Dezember 1955 geregelt.
Ein breiter gerader Weg verläuft von der Nord-Süd-Straße in den zentralen, großen Eingangsbereich des 40.000 Quadratmeter großen Geländes. Dieser vorgelagerte Eingangsbereich entspricht in Form und Ausmaß den fünf trapezförmigen Gräberfeldern, die kreis- und sternförmig um das zentrale Hochkreuz von 10 Meter Höhe angelegt sind. Das Hochkreuz besteht aus 5 Blöcken von Muschelkalk und wurde von dem Bildhauer G. Kraemer gestaltet. Beim Hochkreuz befinden sich weiter ein Altar und Masten für die italienische Flagge.
Auf der Oberseite der Steine, die auf den Gräbern stehen sind Rang, Name und Vorname bzw. der Hinweis „unbekannt“ oder „Lav. Civ.“ (Zivilist) eingraviert. An einigen Gräbern befinden sich Blumen. Die weitflächige Anlage und die große Anzahl von Grabsteinen verdeutlichen die Zahl der 5.839 Toten (5.668 identifizierten Gefallenen und die 171 nicht identifizierten Gefallene) augenfällig. Die italienische Kriegsgräberstätte ist ein Mahnmal.

## Schicksal der italienischen Militärinternierten
Am 3. September 1943 kündigten die italienischen Truppen mit dem Waffenstillstand von Cassibile ihr Bündnis im Zweiten Weltkrieg mit Deutschland auf. Kriegsgefangene italienische Soldaten wurden als Militärinternierte behandelt und zur Zwangsarbeit nach Deutschland deportiert, sofern sie nicht auf deutscher Seite weiterkämpften. Allein in Hamburg waren etwa 15.000 italienische Militärinternierte eingesetzt. Schlechte Arbeitsbedingungen und schlechte Behandlung führten häufig zum Tod. Die überlebenden italienischen Militärinternierten wurden für ihre Zwangsarbeit nicht entschädigt.

## Die Toten

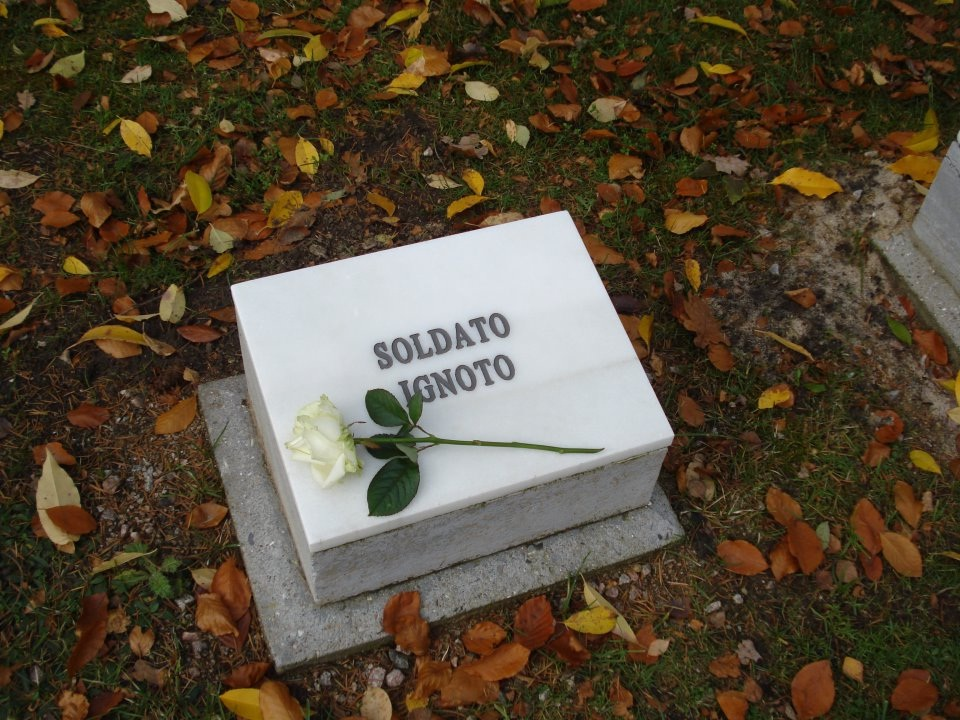
Grab eines unbekannten Soldaten

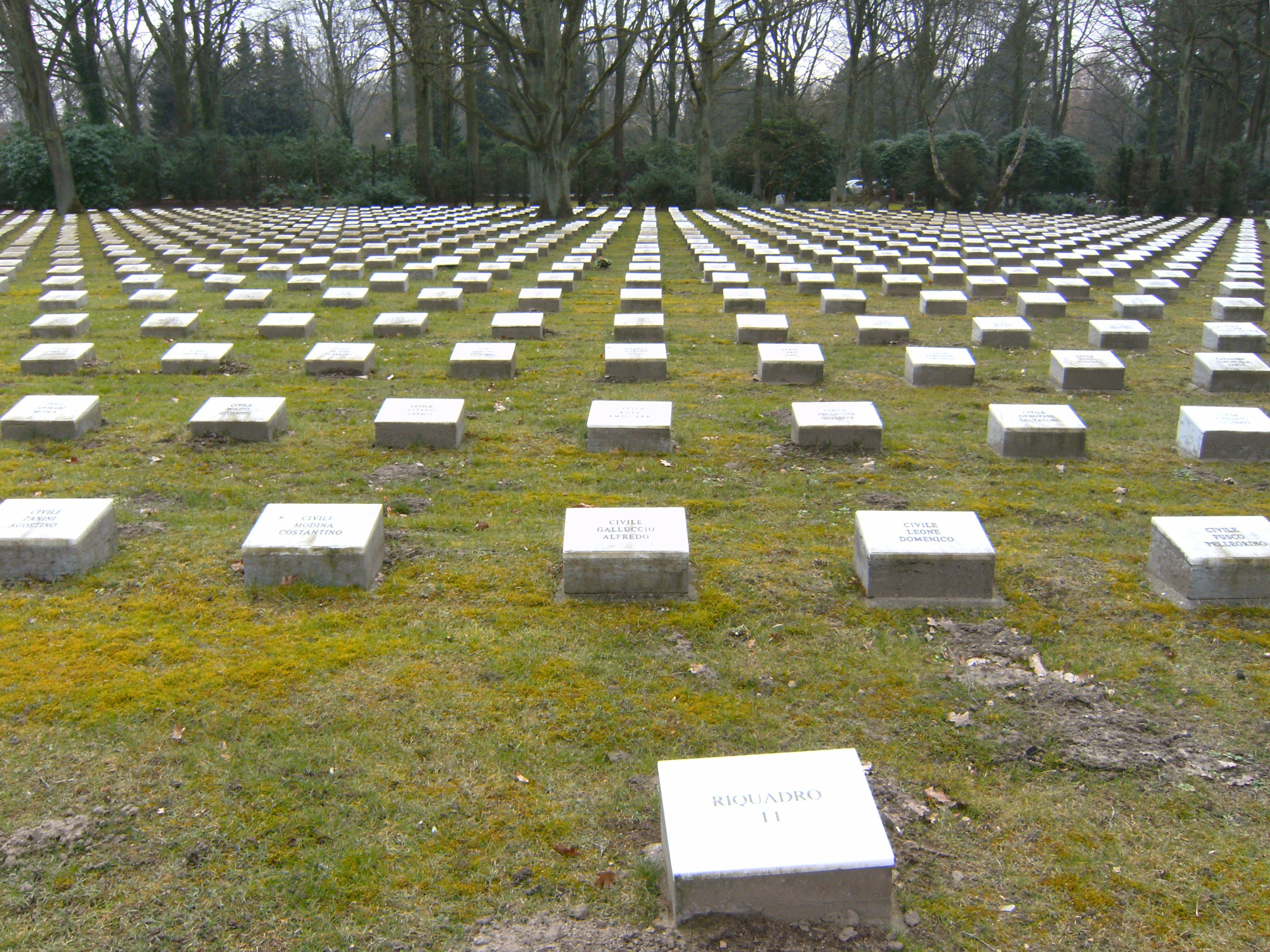
Gräberfeld II der fünf Gräberfelder

Die italienischen Staatsangehörigen starben im Zeitraum ab Beginn des Zweiten Weltkriegs bis zum 15. April 1946.
Hier ruhen Zwangsarbeiter aus dem KZ Neuengamme und seinen Außenlagern und Zivilpersonen.
Aus Grablagen in Schleswig-Holstein stammen 77 Zivilisten und 145 Soldaten, hauptsächlich aus Kiel, Heidkaten, Travemünde und Geesthacht. Die meisten italienischen Verstorbenen aus dem Land Schleswig-Holstein sind im Sektor 5 beigesetzt. Aus dem Land Niedersachsen wurden umgebettet Verstorbene aus dem ehemaligen Kriegsgefangenenlager Stammlager X B bei Sandbostel (Kreis Rotenburg/Wümme) und dem Lager Fullen im Emslandlager. Auch aus Grablagen im Ruhrgebiet wurden Tote überführt.
Beim Friedhof Öjendorf gibt es zu den Gefallenen ein Buch mit Namen, Sterbeort und erstem Bestattungsort. In der Website des Italienischen Verteidigungsministerium gibt es eine online Gräbersuche.

## Überführungen

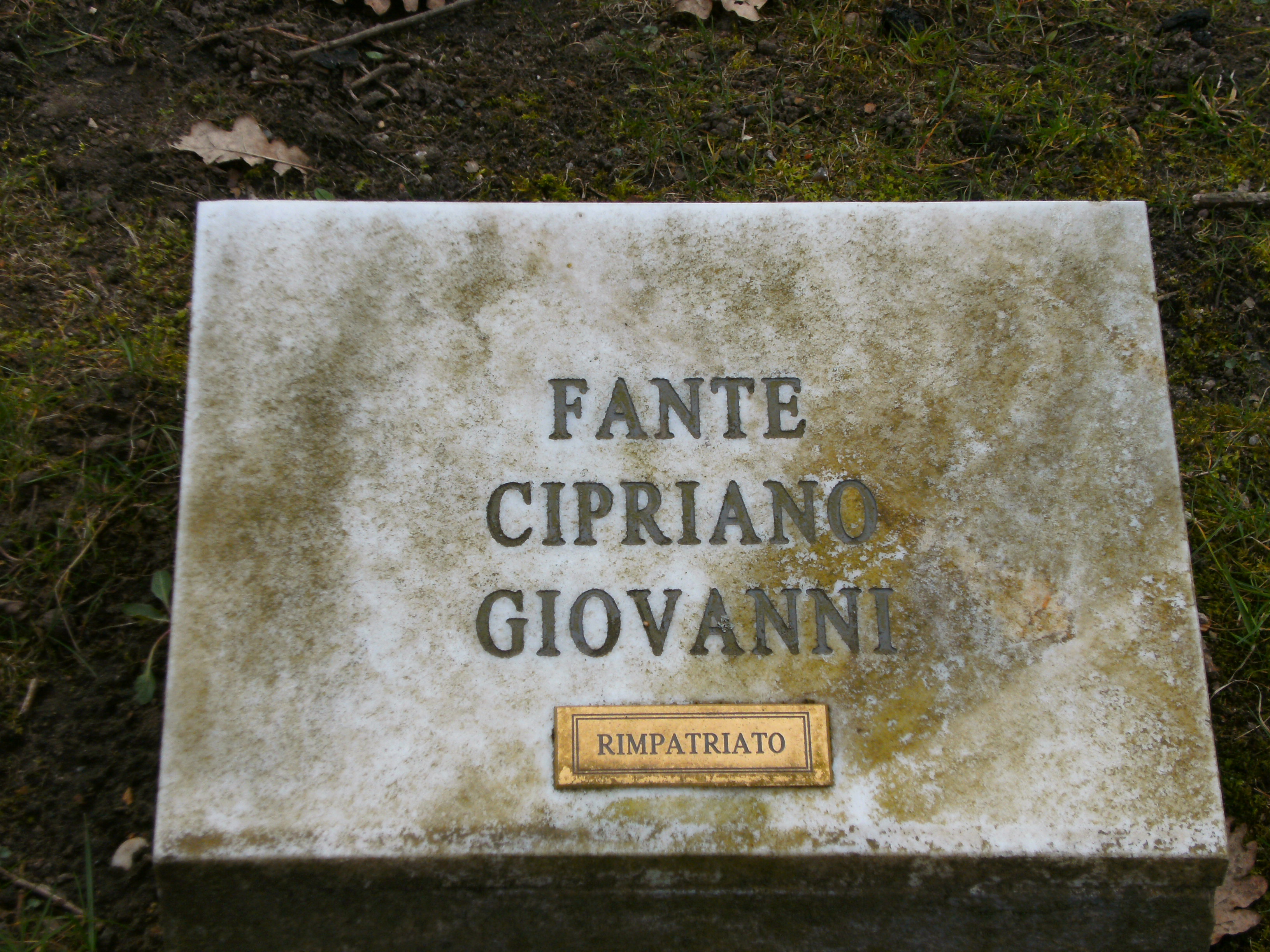
Grabstein eines Infanteristen, der nachträglich nach Italien überführt wurde (rimpatriato)

Seit 1999 (Legge 365/1999) konnten Angehörige auf eigene Kosten die Toten in Privatgräber in Italien überführen, und 20 Tote wurden im Oktober 2002 exhumiert und nach Italien überführt.

## Gedenken
Am ersten Sonntag im November wird der Toten gedacht durch eine Messe, Ansprache des Generalkonsulats und Kranzniederlegung.